# 羑里城遗址
羑里城遗址（牖里）位于中国河南省安阳市汤阴县城北4公里，面积约1公顷。该地于新石器时代即有人类活动，商代为监狱之一，周文王曾被商紂王拘于此，修订《易经》，现存包括龙山文化和商周时期文化遗址，基本保存完好。